# Igreja de São João Batista (Gülşehir)

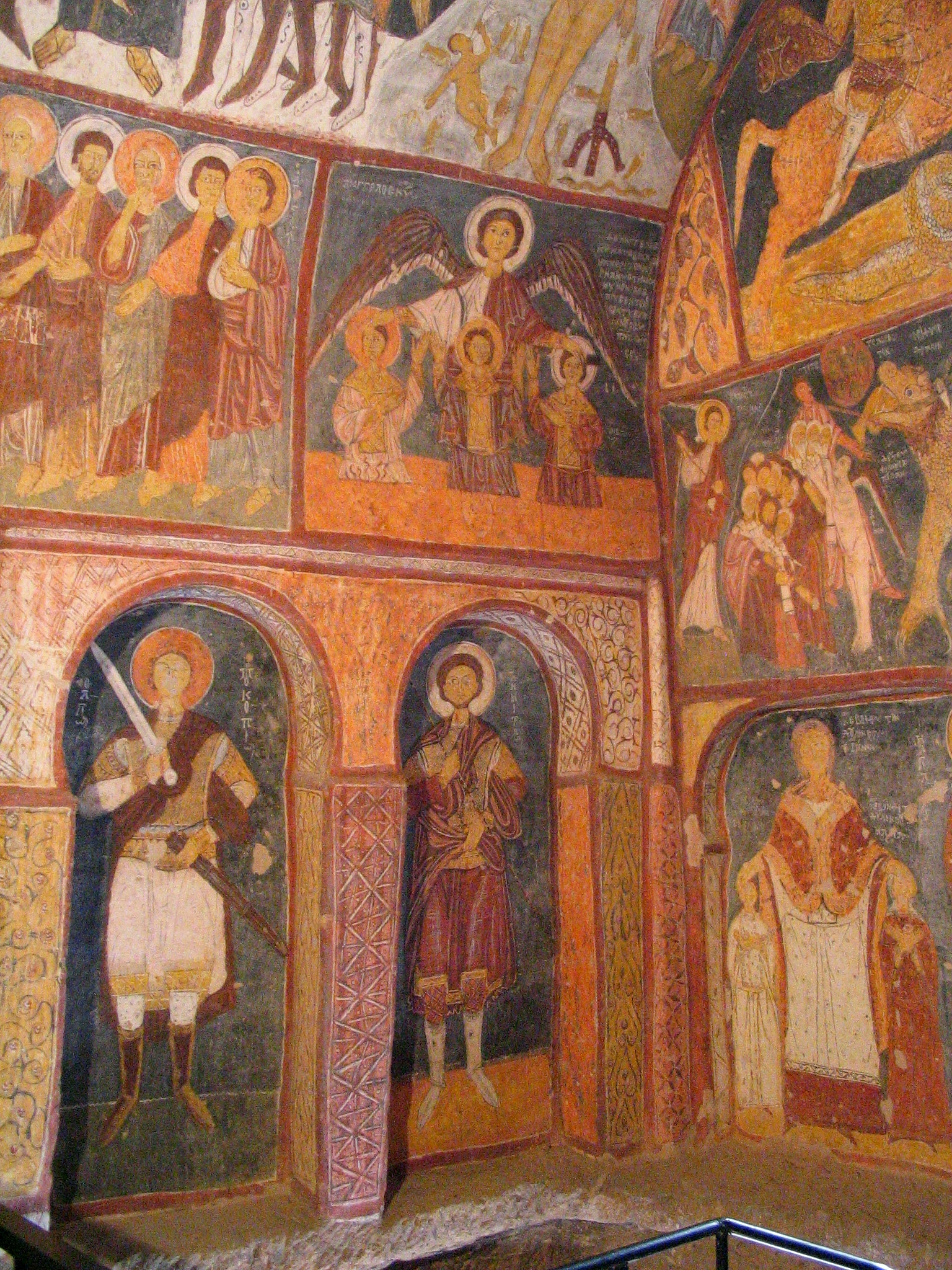
Frescos do piso superior.

A igreja de São João Batista, localmente conhecida como Saint Jean Kilisesi e Karşı Kilise, é uma igreja bizantina escavada na rocha no distrito de Gülşehir, na região histórica da Capadócia, Turquia.
Como muitas outras igrejas trogloditas da Capadócia, a igreja é praticamente invisível do exterior, já que todo o interior é subterrâneo, apenas sendo visível uma porta e uma pequena janela. A igreja tem dois andares e planta em cruz, com os braços curtos. A parte oriental é um vestíbulo que liga os dois andares. O piso inferior é mais simples que o superior, apresentando tons vermelhos e ornamentos não figurativos. Parte do teto, ou seja o pavimento do piso superior colapsou.
As paredes do piso superior estão completamente cobertas de frescos, cuidadosamente restaurados em 1995. No teto há medalhões com imagens de São Jorge e São Teodoro Estratelata cada um em combate com o seu dragão. Há ainda cenas do Novo Testamento, como o Batismo de Jesus, a Comunhão, a Traição de Judas, A Crucificação e a Ressurreição. A crer numa inscrição, os frescos datam de 1212.